# بلسولو
بلسولو (به لاتین: Bolsulu) یک منطقه مسکونی در جمهوری آذربایجان است که در شهرستان بیلقان واقع شده است. بلسولو ۱۵۹۱ نفر جمعیت دارد.